# Peridelias purpurissa
Peridelias purpurissa är en fjärilsart som beskrevs av W. Warren 1907. Peridelias purpurissa ingår i släktet Peridelias och familjen mätare. Inga underarter finns listade i Catalogue of Life.